# Мецоамерико
Мецоамерико (итал. Mezzomerico) је насеље у Италији у округу Новара, региону Пијемонт.
Према процени из 2011. у насељу је живело 1129 становника. Насеље се налази на надморској висини од 253 м.

## Становништво
Према резултатима пописа становништва 2011. у општини је живело 1.176 становника.
| 1936. | 1951. | 1961. | 1971. | 1981. | 1991. | 2001. | 2011. |
| ----- | ----- | ----- | ----- | ----- | ----- | ----- | ----- |
| 1.112 | 1.063 | 1.001 | 915   | 795   | 776   | 951   | 1.176 |